# Estamno

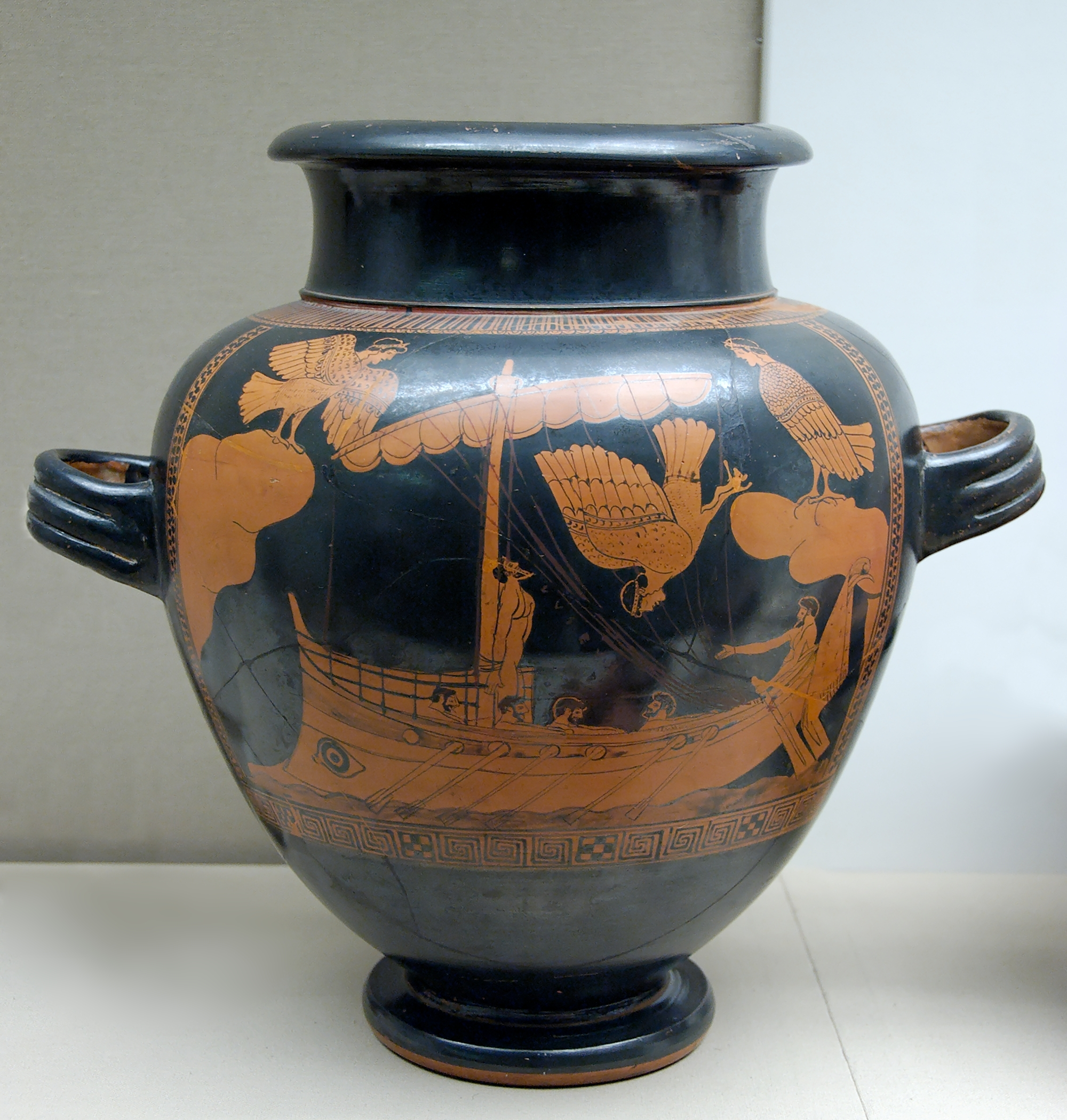
Un estamno del Museo Británico.

Un estamno (del griego στάμνος, stamnos; plural stamnoi) es una vasija de forma globular con dos pequeñas asas horizontales que surgen de la parte alta del cuerpo, cuello corto y tapadera sobre una boca que se estrecha ligeramente en comparación con el volumen de la pieza. Su uso más común era la conservación del vino.
Se representa a menudo en vasos como recipiente para vino o para diluirlo. La frecuente representación de escenas de culto en los estamnos desde la segunda mitad del siglo V a. C. ha llevado a los estudiosos a aceptar la posibilidad de que fueran recipientes de culto destinados a rituales durante alguna de las dos festividades de Atenas en honor al dios Dioniso: las Antesterias (celebrada en el mes de Antesterión) o las Leneas (celebrada en el mes de Gamelión).
Empezó a producirse a principios del siglo VI a. C. y su forma se popularizó alrededor del 510 a. C. Su producción finalizó alrededor del 420 a. C.
Existen 3 tipos básicos, el más común el tipo A, con dos lóbulos horizontales, el tipo B con dos lóbulos verticales (tipo incoronata) y el tipo C, el tipo más pequeño con lóbulos verticales, el llamado píxide-estamno.

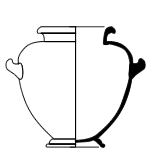
Tipo A
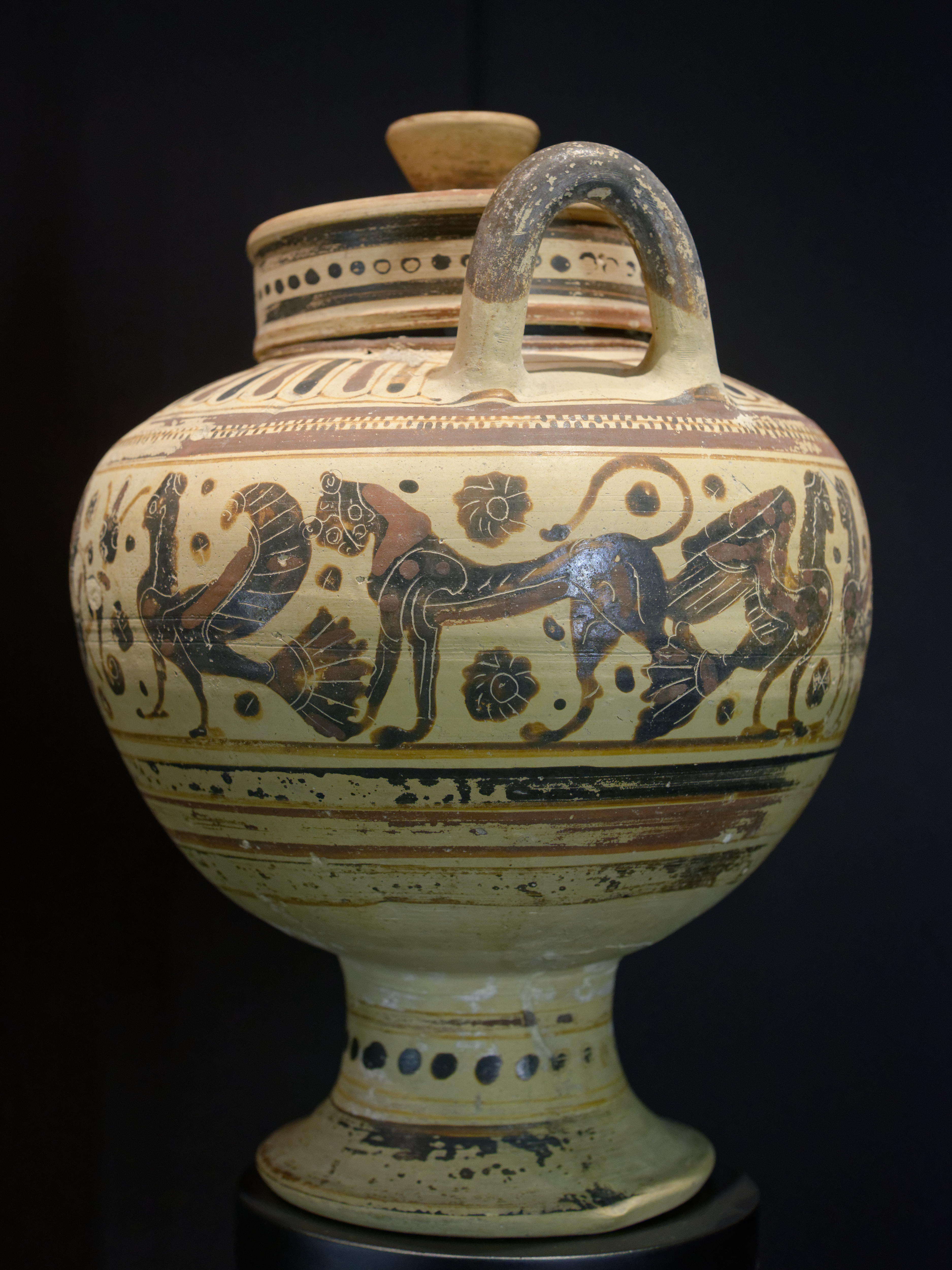
Estamno corintio, siglo VII a. C.
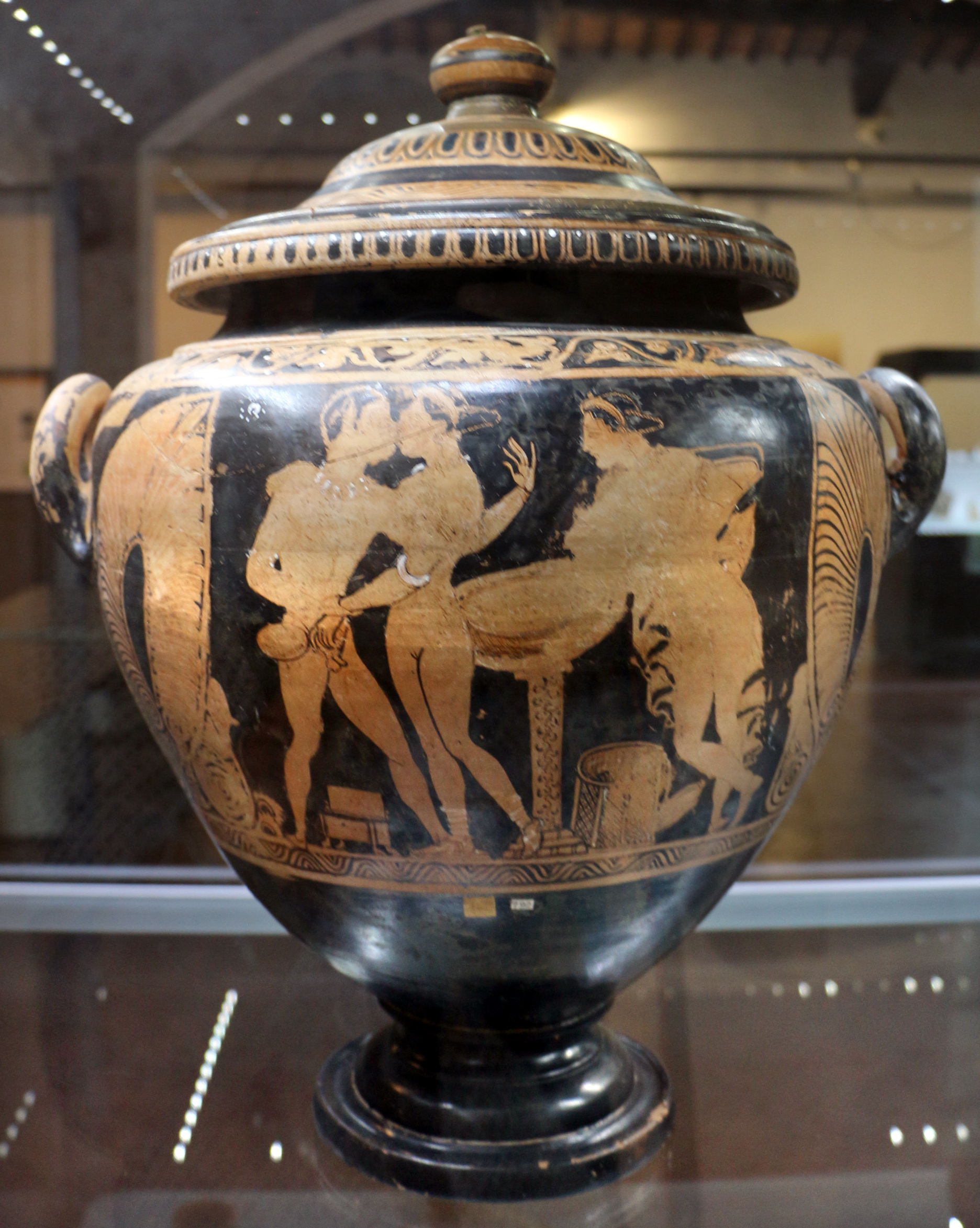
Estamno de Etruria, c. 340 a. C.
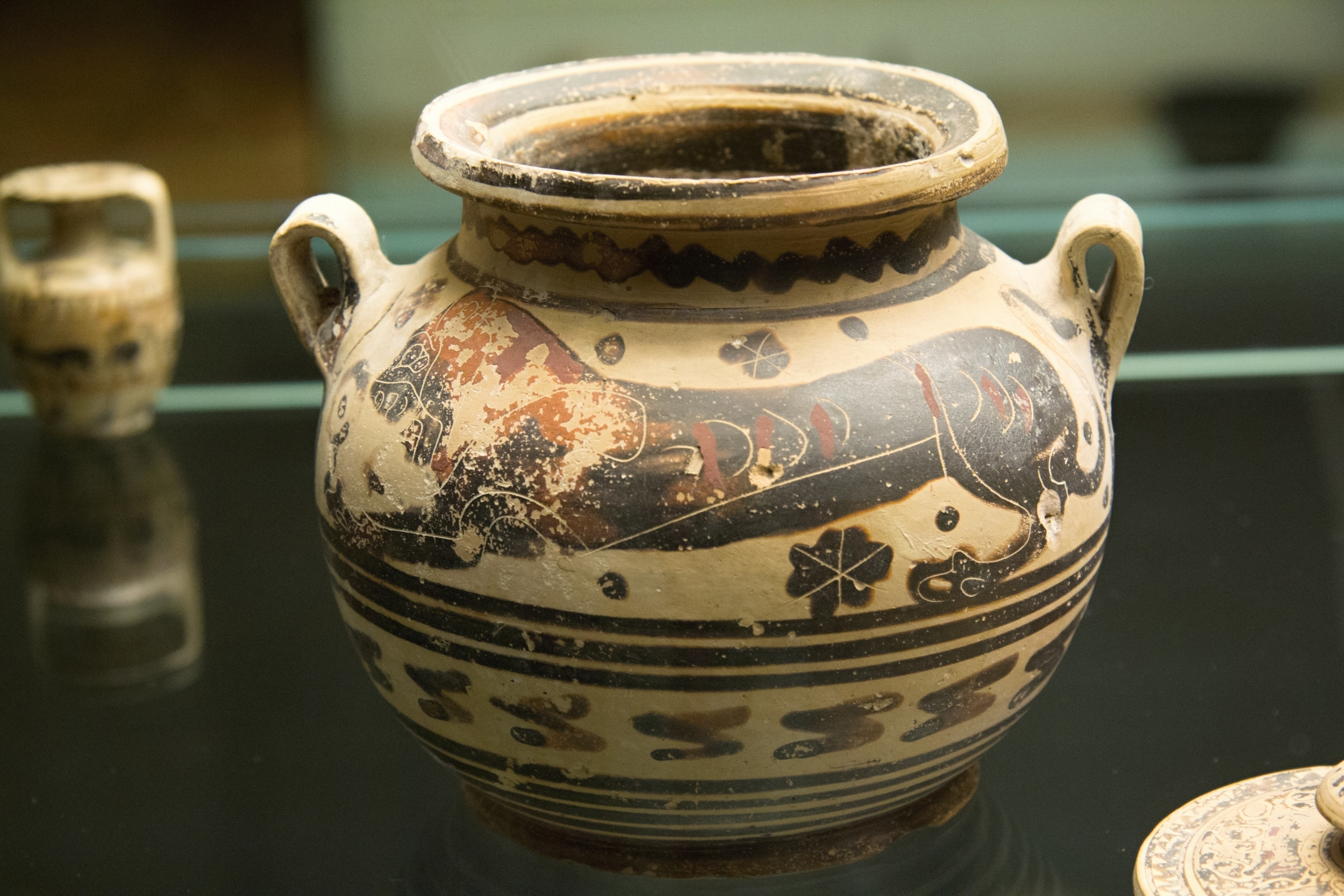
Píxide-estamno, c. 600 – 575 a. C.